# Nei palazzi
Nei palazzi è un singolo promozionale del gruppo musicale italiano Management, pubblicato il 13 gennaio 2010 e distribuito da Pixie Promotion.

## Descrizione
Pubblicato agli inizi del 2010, Nei palazzi costituisce il singolo di debutto del Management. Scritto da Luca Romagnoli, il brano è stato composto e prodotto da Marco Di Nardo presso lo Studio Flessibile di Lanciano. Una versione riarrangiata e prodotta da Manuele "Max Stirner" Fusaroli è stata inclusa due anni più tardi in Auff!! (2012), disco di debutto del gruppo.
Il brano ha permesso al Management di figurare nella lista delle migliori dieci proposte emergenti del 2010 stilata dal MEI.

## Video musicale
Il singolo è accompagnato da un video musicale diretto da Andrea Silvestro per Iamà Lab e presentato in anteprima all'Arci La Casa 139 di Milano il 25 maggio 2010. In occasione del Meeting delle etichette indipendenti di quell'anno, il Management ha ricevuto una Targa MEI per l'innovazione tecnologica nella promozione musicale in merito alla campagna promozionale realizzata con il video di Nei palazzi.